# Campeonato Mundial de Tiro de 1914
El XVIII Campeonato Mundial de Tiro se celebró en Viborg (Dinamarca) en el año 1914 bajo la organización de la Federación Internacional de Tiro Deportivo (ISSF) y la Unión Danesa de Tiro.

## Resultados

### Masculino
| Evento                                  | Oro                              | Plata                                 | Bronce                                 |
| --------------------------------------- | -------------------------------- | ------------------------------------- | -------------------------------------- |
| Rifle 3 posiciones 300 m                | René Georges Francia 1056 pts.   | Konrad Stäheli · Suiza · 1049 pts.    | Lars Jørgen Madsen Dinamarca 1024 pts. |
| Rifle 3 posiciones 300 m (equipos)      | Suiza · 5025                     | Francia 4902                          | Dinamarca 4871                         |
| Rifle en pos. tendida 300 m             | Konrad Stäheli · Suiza · 360     | René Georges Francia 357              | Lars Jørgen Madsen Dinamarca 357       |
| Rifle en pos. de rodillas 300 m         | Konrad Stäheli · Suiza · 357     | René Georges Francia 351              | Mathias Brunner · Suiza · 351          |
| Rifle en pos. de pie 300 m              | René Georges Francia             | Konrad Stäheli · Suiza ·              | Gustaf-Richard Nyman · Finlandia ·     |
| Rifle militar 3 posiciones 300 m        | Aix Bouwens · Países Bajos · 484 | Antonius Bouwens · Países Bajos · 464 | Roberto Walfer Italia 464              |
| Rifle militar en pos. tendida 300 m     | André Barbillat Francia 174      | Albert Courquin Francia 173           | E. Walter Francia 171                  |
| Rifle militar en pos. de rodillas 300 m | Svend Thomsen Dinamarca 162      | Erik Blomqvist · Suecia · 161         | André Barbillat Francia 161            |
| Rifle militar en pos. de pie 300 m      | Aix Bouwens · Países Bajos · 155 | Anders Petersen Dinamarca 153         | Niels Hansen Larsen Dinamarca 153      |
| Pistola 50 m                            | Paul Van Asbroek · Bélgica · 528 | Mathias Brunner · Suiza · 528         | André Regaud Francia 518               |
| Pistola 50 m (equipos)                  | Italia 2518                      | Francia 2497                          | Bélgica · 2483                         |

## Medallero
| Núm. | País         | Oro | Plata | Bronce | Total |
| ---- | ------------ | --- | ----- | ------ | ----- |
| 1    | Francia      | 3   | 5     | 3      | 11    |
| 2    | Suiza        | 3   | 3     | 1      | 7     |
| 3    | Países Bajos | 2   | 1     | 0      | 3     |
| 4    | Dinamarca    | 1   | 1     | 4      | 6     |
| 5    | Bélgica      | 1   | 0     | 1      | 2     |
|      | Italia       | 1   | 0     | 1      | 2     |
| 7    | Suecia       | 0   | 1     | 0      | 1     |
| 8    | Finlandia    | 0   | 0     | 1      | 1     |
|      | TOTAL        | 11  | 11    | 11     | 33    |